# Elezioni comunali in Abruzzo del 2006
Le elezioni comunali in Abruzzo del 2006 si sono svolte il 28 e 29 maggio (con ballottaggio l'11 e 12 giugno).

## Riepilogo sindaci eletti
Coalizione di centro-sinistra
     Coalizione di centro-destra
| Provincia | Comune               | Popolazione legale (censimento 2001) | Sindaco uscente | Sindaco uscente            | Sindaco eletto | Sindaco eletto               | Primo turno | Primo turno | Secondo turno | Secondo turno | Seggi   |
| Provincia | Comune               | Popolazione legale (censimento 2001) | Sindaco uscente | Sindaco uscente            | Sindaco eletto | Sindaco eletto               | Voti        | %           | Voti          | %             | Seggi   |
| --------- | -------------------- | ------------------------------------ | --------------- | -------------------------- | -------------- | ---------------------------- | ----------- | ----------- | ------------- | ------------- | ------- |
| Chieti    | Lanciano             | 35 798                               |                 | Filippo Paolini (FI)       |                | Filippo Paolini (FI)         | 10 748      | 44,21       | 13 273        | 63,67         | 18 / 30 |
| Chieti    | Vasto                | 35 362                               |                 | Filippo Pietrocola (FI)    |                | Luciano Antonio Lapenna (DL) | 9 891       | 40,91       | 13 076        | 59,80         | 18 / 30 |
| Teramo    | Roseto degli Abruzzi | 22 978                               |                 | Franco Di Bonaventura (DS) |                | Franco Di Bonaventura (DS)   | 11 924      | 78,31       | —             | —             | 18 / 20 |

## Provincia di Chieti

### Lanciano
| Candidati                                                | Candidati                  | II turno             | II turno     | I turno | I turno | Liste                        | Voti   | %     | Seggi |
| Candidati                                                | Candidati                  | Voti                 | %            | Voti    | %       | Liste                        | Voti   | %     | Seggi |
| -------------------------------------------------------- | -------------------------- | -------------------- | ------------ | ------- | ------- | ---------------------------- | ------ | ----- | ----- |
|                                                          | Filippo Paolini ✔️ Sindaco | 13 273               | 63,67        | 10 748  | 44,21   | Forza Italia                 | 3 785  | 16,40 | 8     |
| Unione dei Democratici Cristiani e Democratici di Centro | Filippo Paolini ✔️ Sindaco | 13 273               | 63,67        | 10 748  | 44,21   | 2 770                        | 12,00  | 5     |       |
| Alleanza con Paolini                                     | Filippo Paolini ✔️ Sindaco | 13 273               | 63,67        | 10 748  | 44,21   | 2 280                        | 9,88   | 4     |       |
| Lanciano che Verrà                                       | Filippo Paolini ✔️ Sindaco | 13 273               | 63,67        | 10 748  | 44,21   | 890                          | 3,86   | 1     |       |
| Movimento per le Autonomie                               | Filippo Paolini ✔️ Sindaco | 13 273               | 63,67        | 10 748  | 44,21   | 311                          | 1,35   | –     |       |
| Forza Nuova                                              | Filippo Paolini ✔️ Sindaco | 13 273               | 63,67        | 10 748  | 44,21   | 182                          | 0,79   | –     |       |
| Movimento Sociale Fiamma Tricolore                       | Filippo Paolini ✔️ Sindaco | 13 273               | 63,67        | 10 748  | 44,21   | 100                          | 0,43   | –     |       |
| Totale liste                                             | Filippo Paolini ✔️ Sindaco | 13 273               | 63,67        | 10 748  | 44,21   | 10 318                       | 44,71  | 18    |       |
|                                                          | Gaetano Pedullà            | 7 572                | 36,33        | 7 786   | 32,03   | La Margherita                | 3 467  | 15,02 | 4     |
| Democratici di Sinistra                                  | Gaetano Pedullà            | 7 572                | 36,33        | 7 786   | 32,03   | 1 562                        | 6,77   | 2     |       |
| Rifondazione Comunista                                   | Gaetano Pedullà            | 7 572                | 36,33        | 7 786   | 32,03   | 861                          | 3,73   | 1     |       |
| Federazione dei Verdi                                    | Gaetano Pedullà            | 7 572                | 36,33        | 7 786   | 32,03   | 776                          | 3,36   | –     |       |
| Rosa nel Pugno                                           | Gaetano Pedullà            | 7 572                | 36,33        | 7 786   | 32,03   | 587                          | 2,54   | –     |       |
| Italia dei Valori                                        | Gaetano Pedullà            | 7 572                | 36,33        | 7 786   | 32,03   | 529                          | 2,29   | –     |       |
| Partito dei Comunisti Italiani                           | Gaetano Pedullà            | 7 572                | 36,33        | 7 786   | 32,03   | 397                          | 1,72   | –     |       |
| Popolari UDEUR                                           | Gaetano Pedullà            | 7 572                | 36,33        | 7 786   | 32,03   | 160                          | 0,69   | –     |       |
| Seggio di coalizione                                     | Seggio di coalizione       | Seggio di coalizione | 36,33        | 7 786   | 32,03   | 1                            |        |       |       |
| Totale liste                                             | Gaetano Pedullà            | 7 572                | 36,33        | 7 786   | 32,03   | 8 339                        | 36,13  | 7     |       |
|                                                          | Nicola Fosco               | Nicola Fosco         | Nicola Fosco | 5 776   | 23,76   | Alleanza per Lanciano Libera | 3 063  | 13,27 | 2     |
| Alleanza Nazionale                                       | Nicola Fosco               | Nicola Fosco         | Nicola Fosco | 5 776   | 23,76   | 1 360                        | 5,89   | 1     |       |
| Seggio di coalizione                                     | Seggio di coalizione       | Seggio di coalizione | Nicola Fosco | 5 776   | 23,76   | 1                            |        |       |       |
| Totale liste                                             | Nicola Fosco               | Nicola Fosco         | Nicola Fosco | 5 776   | 23,76   | 4 423                        | 19,16  | 3     |       |
| Totale                                                   | Totale                     | 20 845               | 100          | 24 310  | 100     |                              | 23 080 | 100   | 30    |
|                                                          |                            |                      |              |         |         |                              |        |       |       |
| Schede bianche                                           | Schede bianche             | 233                  | 1,08         | 109     | 0,43    |                              |        |       |       |
| Schede nulle                                             | Schede nulle               | 421                  | 1,96         | 718     | 2,86    |                              |        |       |       |
| Votanti                                                  | Votanti                    | 21 499               | 64,35        | 25 137  | 75,24   |                              |        |       |       |
| Elettori                                                 | Elettori                   | 33 411               |              | 33 411  |         |                              |        |       |       |
|                                                          |                            |                      |              |         |         |                              |        |       |       |
| Fonte: Ministero dell'interno                            |                            |                      |              |         |         |                              |        |       |       |

### Vasto
| Candidati                                                | Candidati                          | II turno             | II turno          | I turno | I turno | Liste           | Voti   | %     | Seggi |
| Candidati                                                | Candidati                          | Voti                 | %                 | Voti    | %       | Liste           | Voti   | %     | Seggi |
| -------------------------------------------------------- | ---------------------------------- | -------------------- | ----------------- | ------- | ------- | --------------- | ------ | ----- | ----- |
|                                                          | Luciano Antonio Lapenna ✔️ Sindaco | 13 076               | 59,80             | 9 891   | 40,91   | La Margherita   | 4 920  | 21,56 | 9     |
| Democratici di Sinistra                                  | Luciano Antonio Lapenna ✔️ Sindaco | 13 076               | 59,80             | 9 891   | 40,91   | 2 889           | 12,66  | 5     |       |
| Rifondazione Comunista                                   | Luciano Antonio Lapenna ✔️ Sindaco | 13 076               | 59,80             | 9 891   | 40,91   | 1 120           | 4,91   | 2     |       |
| Italia dei Valori                                        | Luciano Antonio Lapenna ✔️ Sindaco | 13 076               | 59,80             | 9 891   | 40,91   | 1 046           | 4,58   | 1     |       |
| Rosa nel Pugno                                           | Luciano Antonio Lapenna ✔️ Sindaco | 13 076               | 59,80             | 9 891   | 40,91   | 532             | 2,33   | 1     |       |
| Totale liste                                             | Luciano Antonio Lapenna ✔️ Sindaco | 13 076               | 59,80             | 9 891   | 40,91   | 10 507          | 46,05  | 18    |       |
|                                                          | Giuseppe Tagliente                 | 8 791                | 40,20             | 7 058   | 29,19   | Comitato Civico | 2 657  | 11,65 | 3     |
| Alleanza Nazionale                                       | Giuseppe Tagliente                 | 8 791                | 40,20             | 7 058   | 29,19   | 1 906           | 8,35   | 2     |       |
| Unione dei Democratici Cristiani e Democratici di Centro | Giuseppe Tagliente                 | 8 791                | 40,20             | 7 058   | 29,19   | 1 597           | 7,00   | 1     |       |
| Movimento Civico                                         | Giuseppe Tagliente                 | 8 791                | 40,20             | 7 058   | 29,19   | 527             | 2,31   | –     |       |
| Seggio di coalizione                                     | Seggio di coalizione               | Seggio di coalizione | 40,20             | 7 058   | 29,19   | 1               |        |       |       |
| Totale liste                                             | Giuseppe Tagliente                 | 8 791                | 40,20             | 7 058   | 29,19   | 6 687           | 29,31  | 6     |       |
|                                                          | Giuseppe Forte                     | Giuseppe Forte       | Giuseppe Forte    | 4 972   | 20,56   | Forte per Vasto | 2 676  | 11,73 | 2     |
| Un Voto Pulito per Vasto                                 | Giuseppe Forte                     | Giuseppe Forte       | Giuseppe Forte    | 4 972   | 20,56   | 331             | 1,45   | –     |       |
| Popolari UDEUR                                           | Giuseppe Forte                     | Giuseppe Forte       | Giuseppe Forte    | 4 972   | 20,56   | 330             | 1,45   | –     |       |
| Seggio di coalizione                                     | Seggio di coalizione               | Seggio di coalizione | Giuseppe Forte    | 4 972   | 20,56   | 1               |        |       |       |
| Totale liste                                             | Giuseppe Forte                     | Giuseppe Forte       | Giuseppe Forte    | 4 972   | 20,56   | 3 337           | 14,63  | 2     |       |
|                                                          | Guido Giangiacomo                  | Guido Giangiacomo    | Guido Giangiacomo | 2 257   | 9,33    | Forza Italia    | 1 633  | 7,16  | 1     |
| Alleanza per Vasto Pietrocola                            | Guido Giangiacomo                  | Guido Giangiacomo    | Guido Giangiacomo | 2 257   | 9,33    | 651             | 2,85   | –     |       |
| Seggio di coalizione                                     | Seggio di coalizione               | Seggio di coalizione | Guido Giangiacomo | 2 257   | 9,33    | 1               |        |       |       |
| Totale liste                                             | Guido Giangiacomo                  | Guido Giangiacomo    | Guido Giangiacomo | 2 257   | 9,33    | 2 284           | 10,01  | 1     |       |
| Totale                                                   | Totale                             | 21 867               | 100               | 24 178  | 100     |                 | 22 815 | 100   | 30    |
|                                                          |                                    |                      |                   |         |         |                 |        |       |       |
| Schede bianche                                           | Schede bianche                     | 193                  | 0,86              | 127     | 0,51    |                 |        |       |       |
| Schede nulle                                             | Schede nulle                       | 256                  | 1,15              | 541     | 2,18    |                 |        |       |       |
| Votanti                                                  | Votanti                            | 22 316               | 65,82             | 24 846  | 73,28   |                 |        |       |       |
| Elettori                                                 | Elettori                           | 33 907               |                   | 33 907  |         |                 |        |       |       |
|                                                          |                                    |                      |                   |         |         |                 |        |       |       |
| Fonte: Ministero dell'interno                            |                                    |                      |                   |         |         |                 |        |       |       |

## Provincia di Teramo

### Roseto degli Abruzzi
|                                                          | Franco Di Bonaventura ✔️ Sindaco | 11 924               | 78,31 | La Margherita      | 4 397  | 29,46 | 7  |  |  |
| Democratici di Sinistra                                  | Franco Di Bonaventura ✔️ Sindaco | 11 924               | 78,31 | 4 197              | 28,12  | 7     |    |  |  |
| Rosa nel Pugno                                           | Franco Di Bonaventura ✔️ Sindaco | 11 924               | 78,31 | 2 380              | 15,95  | 3     |    |  |  |
| Federazione dei Verdi - Partito dei Comunisti Italiani   | Franco Di Bonaventura ✔️ Sindaco | 11 924               | 78,31 | 747                | 5,01   | 1     |    |  |  |
| Rifondazione Comunista                                   | Franco Di Bonaventura ✔️ Sindaco | 11 924               | 78,31 | 507                | 3,40   | –     |    |  |  |
| Italia dei Valori - Popolari UDEUR                       | Franco Di Bonaventura ✔️ Sindaco | 11 924               | 78,31 | 387                | 2,59   | –     |    |  |  |
| Totale liste                                             | Franco Di Bonaventura ✔️ Sindaco | 11 924               | 78,31 | 12 615             | 84,53  | 18    |    |  |  |
|                                                          | Antonio Norante                  | 1 747                | 11,47 | Forza Italia       | 1 075  | 7,20  | –  |  |  |
| Unione dei Democratici Cristiani e Democratici di Centro | Antonio Norante                  | 1 747                | 11,47 | 267                | 1,79   | –     |    |  |  |
| Seggio di coalizione                                     | Seggio di coalizione             | Seggio di coalizione | 11,47 | 1                  |        |       |    |  |  |
| Totale liste                                             | Antonio Norante                  | 1 747                | 11,47 | 1 342              | 8,99   | –     |    |  |  |
|                                                          | Dante Di Marco                   | 1 555                | 10,21 | Alleanza Nazionale | 967    | 6,48  | –  |  |  |
| Seggio di coalizione                                     | Seggio di coalizione             | Seggio di coalizione | 10,21 | 1                  |        |       |    |  |  |
| Totale                                                   | Totale                           | 15 226               | 100   |                    | 14 924 | 100   | 20 |  |  |
|                                                          |                                  |                      |       |                    |        |       |    |  |  |
| Schede bianche                                           | Schede bianche                   | 72                   | 0,46  |                    |        |       |    |  |  |
| Schede nulle                                             | Schede nulle                     | 258                  | 1,66  |                    |        |       |    |  |  |
| Votanti                                                  | Votanti                          | 15 556               | 75,85 |                    |        |       |    |  |  |
| Elettori                                                 | Elettori                         | 20 509               |       |                    |        |       |    |  |  |
|                                                          |                                  |                      |       |                    |        |       |    |  |  |
| Fonte: Ministero dell'interno                            |                                  |                      |       |                    |        |       |    |  |  |